# Coupe d'Asie des vainqueurs de coupe de football 1999-2000
Navigation
Édition précédente Édition suivante
La Coupe d'Asie des vainqueurs de coupe 1999-2000 est la dixième édition de la Coupe d'Asie des vainqueurs de coupe de football, compétition organisée par l'AFC. Elle oppose les vainqueurs des Coupes nationales des pays asiatiques lors de rencontres disputées en matchs aller-retour, à élimination directe.
Cette saison voit le sacre du club japonais de Shimizu S-Pulse qui bat les Irakiens d'Al-Zawra'a SC lors de la finale disputée à Chiang Mai, en Thaïlande. C'est la première Coupe des Coupes pour le club et le cinquième titre remporté par une équipe nippone.

## Résultats

### Premier tour

#### Asie de l'Ouest
| Équipe 1                | Résultat | Équipe 2              | Aller | Retour   |
| ----------------------- | -------- | --------------------- | ----- | -------- |
| Esteghlal Teheran       | 15 - 0   | Homenmen Beyrouth     | 7 - 0 | 8 - 0    |
| forfait Al Arabi Koweït | -        | Al-Zawra'a SC         | -     | -        |
| Al Ittihad Ibb          | 1 - 4    | Al-Rayyan SC          | 0 - 2 | 1 - 2    |
| Al Jaish Damas          | 2e - 2   | Al Ain Club           | 0 - 1 | 2 - 1    |
| FC Kaysar Kyzylorda     | 4 - 3    | Khuja Karim Gazimalik | 3 - 0 | 1 - 3 ap |

#### Asie de l'Est
| Équipe 1    | Résultat | Équipe 2                      | Aller | Retour |
| ----------- | -------- | ----------------------------- | ----- | ------ |
| New Radiant | 1 - 4    | Công An Thành Phô Hô Chí Minh | 1 - 3 | 0 - 1  |

### Huitièmes de finale

#### Asie de l'Ouest
| Équipe 1            | Résultat | Équipe 2          | Aller | Retour |
| ------------------- | -------- | ----------------- | ----- | ------ |
| 'Al IttihadT'       | 2 - 1    | Esteghlal Teheran | 1 - 0 | 1 - 1  |
| Al-Zawra'a SC       | 7 - 2    | Al-Rayyan SC      | 5 - 2 | 2 - 0  |
| Al-Ahli             | 3 - 0    | Al Jaish Damas    | 1 - 0 | 2 - 0  |
| FC Kaysar Kyzylorda | 2 - 3    | Navbahor Namangan | 2 - 2 | 0 - 1  |

#### Asie de l'Est
| Équipe 1                      | Résultat | Équipe 2           | Aller | Retour |
| ----------------------------- | -------- | ------------------ | ----- | ------ |
| Shanghai Shenhua              | 0 - 2    | Shimizu S-Pulse    | 0 - 0 | 0 - 2  |
| forfait Sembawang Rangers     | -        | Anyang LG Cheetahs | -     | -      |
| Công An Thành Phô Hô Chí Minh | 1 - 4    | South China AA     | 1 - 1 | 0 - 3  |
| Bangkok Bank FC               | 6 - 0    | Persebaya Surabaya | 5 - 0 | 1 - 0  |

### Quarts de finale

#### Asie de l'Ouest
| Équipe 1    | Résultat | Équipe 2          | Aller | Retour |
| ----------- | -------- | ----------------- | ----- | ------ |
| Al IttihadT | 1 - 2    | Al-Zawra'a SC     | 1 - 2 | 0 - 0  |
| Al-Ahli     | 6 - 3    | Navbahor Namangan | 6 - 1 | 0 - 2  |

#### Asie de l'Est
| Équipe 1        | Résultat | Équipe 2           | Aller  | Retour |
| --------------- | -------- | ------------------ | ------ | ------ |
| South China AA  | 3 - 5    | Bangkok Bank FC    | 3' - 2 | 0 - 3  |
| Shimizu S-Pulse | 5 - 2    | Anyang LG Cheetahs | 3 - 1  | 2 - 1  |

### Phase finale
L'ensemble des rencontres est disputé à Chiang Mai, en Thaïlande du 13 au 15 avril 2000. Le club saoudien d'Al-Ahli, qualifié pour le dernier carré, déclare forfait et est remplacé par le club qu'il a éliminé en quarts, le Navbahor Namangan. De plus, Al-Ahli est suspendu pour une saison par l'AFC de toute compétition continentale.

#### Demi-finales
| Équipe 1        | Résultat      | Équipe 2          |
| --------------- | ------------- | ----------------- |
| Al-Zawra'a SC   | 2 - 1         | Navbahor Namangan |
| Bangkok Bank FC | 0 - 0 2-4 tab | Shimizu S-Pulse   |

#### Match pour la3eplace
| Équipe 1        | Résultat | Équipe 2          |
| --------------- | -------- | ----------------- |
| Bangkok Bank FC | 3 - 1    | Navbahor Namangan |

#### Finale
| 15 avril 2000 | Shimizu S-Pulse | 1 - 0 | Al-Zawra'a SC | Chiang Mai |
|               | Ikeda 74e       |       |               |            |